# Vistlip
Vistlip este o trupă japoneză de Visual kei, formată în anul 2007.

## Membri
- Tomo - Voce
- Yuh - Chitară
- Umi - Chitară
- Rui - Chitară bas[2]
- Tohya - Tobe

## Discografie

### Single-uri
1. "Sara" (3 septembrie 2008)
2. "Alone" (8 octombrie 2008)
3. "Drop Note" (5 noiembrie 2008)
4. "Ozone" (5 august 2009)
5. "Strawberry Butterfly" (12 mai 2010)
6. "Hameln" (7 iulie 2010)
7. "Sindra" (1 iunie 2011)
8. "Recipe" (11 aprilie 2012)
9. "B" (4 iulie 2012)
10. "Shinkaigyo no yume wa shosen / Artist" (31 octombrie 2012)
11. "Chimera" (3 aprilie 2013)
12. "Period" (9 aprilie 2014)
13. "Jack" (20 august 2014)
14. "Yoru" (24 decembrie 2014)

### Single-uri live
1. "Dead Cherry" (17 decembrie 2008) [dwango.jp Exclusive Limited delivery song]
2. "I am..." (7 iulie 2011) [revelation space] Zepp Tokyo concert limited distribution
3. "Merry Bell" (25 decembrie 2013) [vistlip live Merry Bell at Shinkiba Studio Coast]

### Albume mini
1. Revolver (23 aprilie 2008)
2. Patriot (4 aprilie 2009)
3. Gloster (1 ianuarie 2013)

### Albume full
1. Theater (9 decembrie 2009)
2. Order Made (14 decembrie 2011)
3. Chronus (17 iulie 2013)
4. Single Collection (4 decembrie 2013)
5. Layout (18 martie 2015)

### DVD-uri
1. Bug (23 decembrie 2009)
2. Gather to the Theater (23 iunie 2010)
3. Revelation Space (19 octombrie 2011)
4. THE END. (28 November 2012)
5. vistlip oneman live FBA (29 May 2013)
6. GOOD vibes CIRCUITⅡ (24 December 2014)

### Coloane sonore
| Titlue      | Tie-in |
| ----------- | --- |
| "Sara"      | An ending theme song on Japanese TV program 超最先端エンタメ情報番組 Tokyoブレイクする～! Arhivat în 20 noiembrie 2008, la Wayback Machine. in August 2008 |
| "Alone"     | An ending theme song on Japanese TV program 超最先端エンタメ情報番組 Tokyoブレイクする～! in September 2008                                                |
| "Drop Note" | An ending theme song on Japanese TV program 超最先端エンタメ情報番組 Tokyoブレイクする～! in October 2008                                                  |
| "Ozone"     | An ending theme song on Japanese anime Yu-Gi-Oh! 5D's |
| "Artist"    | An ending theme song on Japanese anime Yu-Gi-Oh! Zexal |
| "Period"    | An theme song on Japanese PSP game Bakumatsu Rock |
| "Jack"      | An opening theme song on Japanese anime Bakumatsu Rock |
| "Scapegoat" | An opening theme song on Japanese PS vita game BinaryStar                                                                                                  |
| "Yoru"      | An ending theme song on Japanese anime Akatsuki no Yona |